# DFB-Nachwuchsrunde
Die DFB-Nachwuchsrunde war ein Wettbewerb des DFB. Sie wurde von 1979 bis 1983 ausgespielt. Es folgten ähnliche Wettbewerbe 1985–1986 als Adi-Dassler-Pokal und 1994–1996 als Bundesliga-Reserverunde.

## Beschreibung
Der Sinn dieses Wettbewerbes bestand darin, jungen talentierten Spielern, die in der Bundesliga einen Profivertrag besaßen, eine Chance zur Spielpraxis zu geben. Meist saßen junge Talente in ihren Vereinen auf der Ersatzbank und kamen so kaum oder gar nicht zum Einsatz.
Die Teams wurden meist bunt zusammengewürfelt und traten dann gegeneinander an. Oft wurde in kleineren Orten gespielt.
Sie ist nicht zu verwechseln mit der E.T.T. Nachwuchsrunde (European Talents Tournament).

## Ähnliche Wettbewerbe
1985 und 1986 wurde als quasi Nachfolger der Nachwuchsrunde der Adi-Dassler-Pokal ausgetragen, 1995 und 1996 dann die sogenannte Bundesliga-Reserverunde. Seither ruht der Wettbewerb. In jüngster Vergangenheit gab es immer wieder Diskussionen über eine neue Einführung, insbesondere der Trainer Michael Skibbe hatte sich dafür eingesetzt. Besonders nach der Einführung der 3. Liga wird von einigen eine erneute Nachwuchsrunde gefordert.

## Modus der Bundesliga-Reserverunde 1994/95
Die Bundesliga-Reserverunde, oder auch Lizenzliga-Reserverunde, des Deutschen Fußball-Bundes fand zwischen dem 30. August 1994 und dem 23. Mai 1995 statt. Es war eine Privatspielserie ohne Auf- und Abstieg mit insgesamt 26 Mannschaften. Es nahmen alle 18 Bundesligaklubs sowie sechs weitere Zweitligavereine, deren Mitwirken allerdings freiwillig war, teil. Dabei hatten die drei Bundesliga-Absteiger und die bestplatzierten Zweitligaklubs der vergangenen Saison ein Optionsrecht auf die Teilnahme an dieser neuen Nachwuchsrunde. Die Reserverunde wurde in drei Gruppen mit jeweils acht Mannschaften mit Hin- und Rückspiel ausgetragen. Es gab somit insgesamt 168 Gruppenspiele. Dabei wurden die Ergebnisse in Tabellen zusammengeführt. Die Gruppenersten spielten in einer Endrunde den Gesamtsieger aus.
In der Reserverunde durften Lizenz-, Amateur- und Jugendspieler eingesetzt werden. Geplant war, dass die Spiele immer dienstags stattfinden sollten, ausgenommen an Spieltagen des Europapokals. Anschließend wurde eine Endrunde mit den drei Gruppensiegern ausgetragen. Alternativ konnte auch samstags gespielt werden. In jeder Begegnung durften zwei Gastspieler eingesetzt und bis zu fünf Akteure ausgewechselt werden. Die Teilnahme an der neuen Runde war für alle Erstligisten verpflichtend. Für "schuldhaftes Nichtantreten" berechnete der Deutsche Fußball-Bund pro Partie 30.000 Mark. Außerdem wurden die Teams mit insgesamt 600.000 Mark finanziell unterstützt.
Die drei Gruppen der Reserverunde
- Gruppe Nord: Hamburger SV, Hannover 96, Dynamo Dresden, VfB Leipzig, VfL Bochum, Borussia Dortmund, VfL Wolfsburg, Werder Bremen – Sieger: Dynamo Dresden
- Gruppe Mitte: FC 08 Homburg, Bayer 04 Leverkusen, Borussia Mönchengladbach, FC Schalke 04, MSV Duisburg, Bayer 05 Uerdingen, 1. FC Köln, 1. FC Kaiserslautern – Sieger: Bayer 04 Leverkusen
- Gruppe Süd: Eintracht Frankfurt, Bayern München, Karlsruher SC, VfB Stuttgart, SC Freiburg, TSV 1860 München, 1. FC Nürnberg, Waldhof Mannheim – Sieger: Eintracht Frankfurt

Halbfinale:
- Bayer Leverkusen 4:1 Eintracht Frankfurt
- Borussia Mönchengladbach 1:3 Dynamo Dresden

## Modus der Bundesliga-Reserverunde 1995/96
Die Reserverunde wurde diesmal in den vier Gruppen Nord, West, Südwest und Süd, mit jeweils sechs Teams, ausgetragen. Jedoch wurde anschließend kein Gesamtsieger ermittelt.
- Gruppe Nord: FC St. Pauli, Hansa Rostock, Hamburger SV, SV Werder Bremen, SV Hannover 96, VfL Wolfsburg – Sieger: FC St. Pauli
- Gruppe West: Borussia Dortmund, FC Schalke 04, Borussia Mönchengladbach, KFC Uerdingen 05, SV Meppen, MSV Duisburg – Sieger: Borussia Dortmund
- Gruppe Südwest: Eintracht Frankfurt, 1. FC Kaiserslautern, 1. FC Köln, 1. FSV Mainz 05, Bayer 04 Leverkusen, Fortuna Düsseldorf – Sieger: Fortuna Düsseldorf
- Gruppe Süd: SC Freiburg, FC Bayern München, TSV 1860 München, VfB Stuttgart, Karlsruher SC, SV Waldhof Mannheim – Sieger: SC Freiburg

## Endspiele und Statistik

### DFB-Nachwuchsrunde
- 1979 1. FC Kaiserslautern 2:0 VfB Stuttgart
- 1980 1. FC Kaiserslautern 2:1 MSV Duisburg
- 1981 Bayer 04 Leverkusen 3:2 Karlsruher SC
- 1982 SV Waldhof Mannheim 2:0 Borussia Mönchengladbach
- 1983 Borussia Mönchengladbach 5:2 Eintracht Frankfurt
- 1984 nicht ausgetragen

### Adi-Dassler-Pokal
- 1985 Borussia Mönchengladbach 1:0 Borussia Dortmund
- 1986 Borussia Dortmund 4:3 VfB Stuttgart n. V.
- 1987–1994 nicht ausgetragen

### Bundesliga-Reserverunde
- 1995 Bayer 04 Leverkusen 6:1 Dynamo Dresden
- 1996 Nord: FC St. Pauli, West: Borussia Dortmund, Südwest: Fortuna Düsseldorf, Süd: SC Freiburg[5][6]

Anmerkung: 1996 wurde kein Gesamtsieger ausgespielt, sondern nur die Gruppensieger Nord, West, Süd und Südwest.